# Sebastiania serrata
Sebastiania serrata är en törelväxtart som först beskrevs av Henri Ernest Baillon och Johannes Müller Argoviensis, och fick sitt nu gällande namn av Johannes Müller Argoviensis. Sebastiania serrata ingår i släktet Sebastiania och familjen törelväxter. Inga underarter finns listade i Catalogue of Life.